# Wydawca (magazyn)
Wydawca – specjalistyczny magazyn branżowy, poświęcony książkom i wydawnictwom, założony w 1993 r. przez Andrzeja Palacza.

## Działalność
Magazyn „Wydawca” powstał w 1993 r. z inicjatywy red. Andrzeja Palacza i Tadeusza Lewandowskiego. Pierwszy numer ukazał się w 1994 r. i był prezentowany na Krajowych Targach Książki. Magazyn ma na celu łączenie perspektyw różnych zawodów i środowisk związanych z rynkiem wydawniczym (m.in. poligrafów, drukarzy, hurtowników, księgarzy, wydawców, grafików, bibliotekarzy) oraz traktowanie o książce, jako o wyrobie i dziele graficznym.  Od 1996 roku miesięcznik „Wydawca” prowadzi Ranking Drukarń Dziełowych, a od 1998 – konkurs "Edycja" oceniający walory graficzne, poligraficzne i ilustracyjne książek. Na łamach „Wydawcy” ukazuje się cykl "Ludzie polskiej książki", redagowany do 2023 r. przez Barbarę Petrozolin-Skowrońską (ponad 200 biogramów). Czasopismo jest miesięcznikiem, lecz częstotliwość ukazywania się papierowego wydania straciła regularność, szczególnie na skutek Pandemii Covid-19 (w 2022 r. ukazały się jedynie dwa numery).
Redaktorem naczelnym jest Andrzej Palacz. Zastępcą redaktora naczelnego w latach 2002–2023 była Barbara Petrozolin-Skowrońska. Magazyn ściśle współpracuje z Polskim Towarzystwem Wydawców Książek.
Prócz magazynu ukazującego się w druku, „Wydawca” prowadzi również portal branżowy wydawca.com.pl poświęcony rynkowi wydawniczemu. Właścicielem magazynu jest wydawnictwo Inicjał z siedzibą w Warszawie.